# Fereydunshahr
Fereydunshahr (persiska: فریدون‌شهر) är en stad i Iran. Den ligger i provinsen Esfahan, i den centrala delen av landet. Antalet invånare är 11 562. Staden är administrativt centrum för delprovinsen (shahrestan) med samma namn, Fereydunshahr.